# Alphonse Kahn (résistant)
À ne pas confondre avec Alphonse Kahn, chef d'entreprise français.
Alphonse Kahn, né Alfons Kahn le 13 mai 1908 à Hambourg et mort le 30 juillet 1985 à Coblence, était un résistant allemand au national-socialisme. Il est la première personne concernée par le décret d'Adenauer (de) de septembre 1950.

## Biographie
Kahn est originaire d'une famille de tradition juive et d'orientation sociale-démocrate. En parallèle de sa formation commerciale, il étudie dans une école du soir et obtient son Abitur. En 1928, il commence ses études de sciences juridiques et économiques à Fribourg-en-Brisgau, Berlin, Paris et Hambourg, sa ville natale. Au début des années 1930, il intègre l'Union scientifique libre ainsi que le Secours rouge, pour lequel il est conseiller juridique.
Kahn devient membre du Parti communiste d'Allemagne (KPD) en 1932. À la fin du mois de février 1933, il échappe aux premières persécutions de communistes en prenant un faux nom, mais il est contraint de fuir l'Allemagne à la fin du mois d'octobre 1933. Grâce à l'aide de professeurs du Jura français, il parvient à s'enfuir en Belgique puis à Paris, où il subsiste grâce à quelque commerce. En France, il collabore avec la Confédération générale du travail (CGT) et devient membre de l'amicale du Front populaire allemand (de), pour laquelle il organise des représentations théâtrales et des cabarets politiques. Durant son séjour en France, il adopte le prénom d'Alphonse, une version francisée de son nom de naissance.
En septembre 1939, Kahn est interné dans les camps du Vernet et de Tombebouc ainsi que dans d'autres camps. Il parvient à s'évader et se joint à la Résistance intérieure française. Il obtient des papiers d'identité français et est assigné à un poste de comptable au sein des instances allemandes de l'Occupation, ce qui lui permet d'aider à l'organisation de la Résistance intérieure. Il rassemble des informations militaires précieuses et permet à d'autres membres de la Résistance d'obtenir des papiers et un travail rémunéré. Parallèlement, il participe à des actions de sabotage avec son groupe de résistance. En 1943, il se joint au Mouvement de l'Allemagne libre pour l'Ouest.
En mars 1944, Kahn est averti à temps avant d'être démasqué. La direction ouest-allemande du KPD, organisée autour d'Otto Niebergall, l'aide à planifier sa fuite vers l'Allemagne et les territoires occupés de Tchécoslovaquie, où il se joint à nouveau au mouvement de résistance du Comité national pour une Allemagne libre.
Après la fin de la Seconde Guerre mondiale, Kahn devient conseiller d'administration à Ludwigshafen am Rhein ainsi que directeur de la cellule d'accompagnement des victimes du fascisme. En 1946, il est nommé directeur de la cellule nationale d'accompagnement des victimes du fascisme ainsi que du Conseil général d'État. Il est également représentant du KPD auprès de la sous-commission de la Commission mixte pour les Affaires constitutionnelles du parlement régional provisoire ainsi que membre de la direction régionale du Parti communiste de Hesse-Palatinat. En 1947, Kahn déménage à Coblence, où il devient intervenant au sein de la branche de dédommagement du Ministère de l'Économie et des Finances du Land de Rhénanie-Palatinat. Dans le même temps, il est directeur de l'Agence régionale des réparations ainsi que membre de la direction régionale du KPD de Rhénanie-Palatinat. En 1949, il devient juge à la Cour régionale de dédommagement de ce Land.
Kahn est la première victime du décret d'Adenauer (de) du 19 septembre 1950 : il est exclu des instances régionales du fait de son appartenance au Parti communiste. Il travaille alors en tant que syndic pour plusieurs firmes.
Toujours convaincu de son idéologie, Kahn renoue avec le monde politique et juridique. Il devient membre de la présidence de l'Association des persécutés du régime nazi et de l'Association des juristes démocrates (de) ainsi que vice président de la Communauté d'intérêts des anciens résistants allemands des pays occupés par le fascisme (IEDW). À la suite de l'interdiction du KPD, Kahn devient membre du Parti communiste allemand (DKP).

## Écrits
- avec Walter H. Seiter : Hitlers Blutjustiz. Ein noch zu bewältigendes Kapitel deutscher Vergangenheit, introduction par Norman Paech et postface par Heinz Düx. Édition : Association des juristes démocrates, Communauté d'intérêts des anciens résistants allemands des pays occupés par le fascisme, Association des persécutés du régime nazi - Confédération des antifascistes. Publication : Röderberg-Verlag, Francfort-sur-le Main, 1981[2].